# Bravos (nativos americanos)

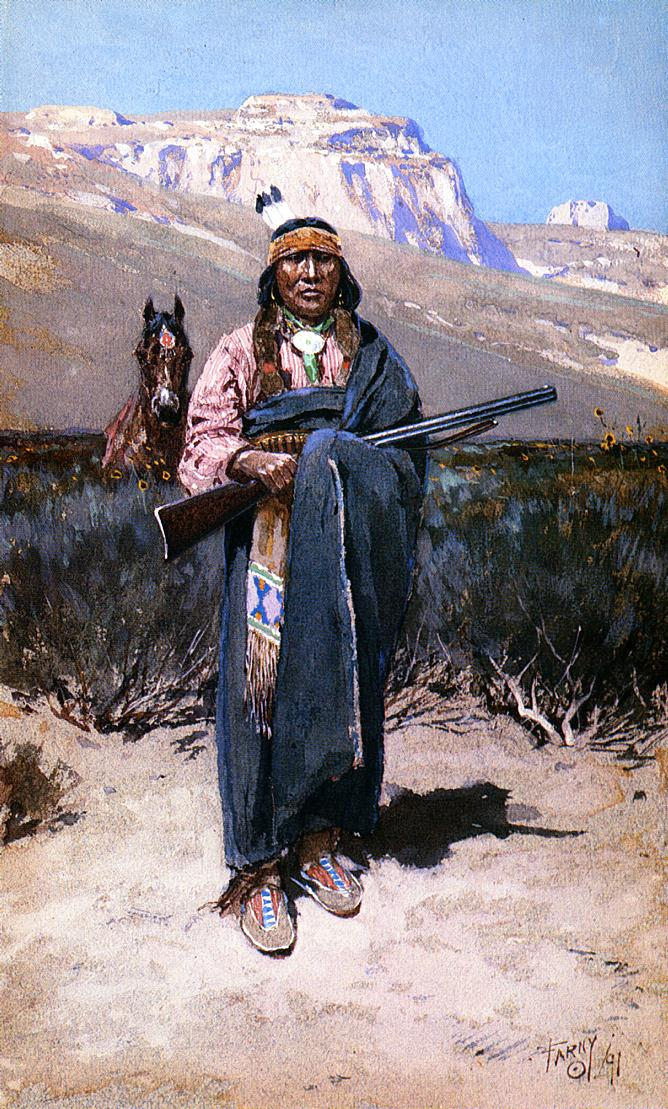

Bravos ("braves" em inglês) era a designação com a qual eram conhecidos os guerreiros nativos americanos durante as primeiras guerras das nações de meados ao final do século XIX. A concessão de uma pena de águia, a insígnia tradicional de um "bravo" nativo americano, foi um importante rito de passagem para a idade adulta.
Para se qualificar como guerreiro e, assim, ganhar o direito de usar uma pena de águia, os jovens nativos americanos eram obrigados a realizar um ato de coragem em nome de sua tribo. Para os povos indígenas das Grandes Planícies, como os Sioux ou Apache, isso incluía matar e escalpelar um inimigo, capturar um cavalo, desarmar um oponente, se infiltrar no acampamento inimigo, fazer um prisioneiro ou atacar o mesmo oponente três vezes em batalha. Poucos bravos receberam mais de três penas de águia durante sua vida devido à raridade do pássaro e ao status sagrado, mas guerreiros excepcionalmente corajosos e talentosos como Touro Sentado, Geronimo ou Cochise conseguiram ganhar penas suficientes para fazer um cocar de guerra.